# Adam Driver
Adam Douglas Driver (San Diego (Californië), 19 november 1983) is een Amerikaans acteur.

## Biografie
Driver groeide op in Mishawaka. Hij haalde in 2001 zijn high-schooldiploma aan de Mishawaka High School. Hier begon hij met acteren in toneelstukken en te zingen in het schoolkoor. Na zijn studie en net na de aanslagen op 11 september 2001 ging Driver in dienst bij de United States Marine Corps, waar hij twee jaar en acht maanden verbleef. Tijdens een fietsongeluk raakte hij gewond aan zijn borstbeen. Daarom werd hij om medische redenen ontslagen uit het United States Marine Corps.
Na zijn ontslag ging Driver verder studeren aan de Universiteit van Indianapolis in Indianapolis. Hier bleef hij een jaar en stapte toen over naar de Juilliard School in New York, om daar drama te studeren. Hij haalde er zijn diploma in 2009 en begon met acteren in New York in lokale theaters, en speelde hierna ook een aantal keer op Broadway.
Hij werd in 2013 genomineerd voor een Primetime Emmy Award voor zijn bijrol als Adam Sackler in de komedieserie Girls. Driver maakte in 2009 zijn acteerdebuut in een eenmalige rol als Will Slansky in de komedieserie The Unusuals. Een jaar later speelde hij voor het eerst in een televisiefilm (You Don't Know Jack) en in 2011 debuteerde hij op het witte doek, als Walter Lyle in J. Edgar. Driver is tegenwoordig het meest bekend door zijn vertolking van de schurk Ben Solo / Kylo Ren in de laatste Star Wars-films.
Driver trouwde op 22 juni 2013 met actrice Joanne Tucker. Het stel heeft een zoon en een dochter en woont in Brooklyn.

## Filmografie

### Films
Uitgezonderd korte films.
- 2024: Megalopolis - als Caesar
- 2023: Ferrari - als Enzo Ferrari
- 2023: 65 - als Mills
- 2022: White Noise - als Jack Gladney
- 2021: House of Gucci - als Maurizio Gucci
- 2021: The Last Duel - als Jacques LeGris
- 2021: Annette - als Henry McHenry
- 2019: Star Wars: Episode IX: The Rise Of Skywalker - als Ben Solo / Kylo Ren
- 2019: Marriage Story - als Charlie
- 2019: The Dead Don't Die - als officier Ronnie Peterson
- 2019: The Report - als Daniel Jones
- 2018: BlacKkKlansman - als Flip Zimmerman
- 2018: The Man Who Killed Don Quixote - als Toby Grisoni
- 2017: Star Wars: Episode VIII: The Last Jedi - als Ben Solo / Kylo Ren
- 2017: Logan Lucky - als Clyde Logan
- 2017: The Meyerowitz Stories (New and Selected) - als Randy
- 2016: Silence - als Pater Francisco Garupe
- 2016: Paterson - als Paterson
- 2016: Midnight Special - als Sevier
- 2015: Star Wars Episode VII: The Force Awakens - als Ben Solo / Kylo Ren
- 2014: This Is Where I Leave You - als Phillip Altman
- 2014: While We're Young - als Jamie
- 2014: Hungry Hearts - als Jude
- 2013: What If - als Allan
- 2013: Tracks – als Rick Smolan
- 2013: Inside Llewyn Davis – als Al Cody
- 2013: Bluebird – als Walter
- 2012: Lincoln – als Samuel Beckwith
- 2012: Frances Ha – als Lev
- 2012: Not Waving But Drowning – als Adam
- 2012: Gayby – als Neil
- 2011: J. Edgar – als Walter Lyle
- 2010: The Wonderful Maladys – als Zed
- 2010: You Don't Know Jack – als Glen Stetson
- 2009:  In The Mirror - als Mack Starren

### Televisieseries
Uitgezonderd eenmalige gastrollen.
- 2012-2017: Girls – als Adam Sackler - 49 afl.

## TheaterwerkBroadway
- 2019 Burn This - als Pale
- 2011 Man and Boy - als Basil Anthony
- 2010 Mrs. Warren's Profession - als Frank Gardner

- Bibsys: 15009121
- Biblioteca Nacional de España: XX5404063
- Bibliothèque nationale de France: cb167412809 (data)
- Catàleg d'autoritats de noms i títols de Catalunya: 981058609694706706
- Gemeinsame Normdatei: 1060407434
- International Standard Name Identifier: 0000 0003 6610 7620
- Library of Congress Control Number: no2012045483
- MusicBrainz: a5b05509-5cec-427e-a9f9-c25d4f7dffa9
- Nationale Bibliotheek van Tsjechië: xx0216398
- Nationale Bibliotheek van Israël: 987007592251005171
- Nederlandse Thesaurus van Auteursnamen: 380144026
- Système universitaire de documentation: 172656931
- Virtual International Authority File: 232805400
- WorldCat: E39PBJhXdtPgxmcc9MfB947fv3